# Frederik De Waele
Frederik Albert De Waele (Zele, 16 juni 1919 - Dendermonde, 20 augustus 2001) was een Belgisch gymnast.

## Levensloop
De Waele nam deel aan de Olympische Zomerspelen van 1952 te Helsinki in het gymnastiekonderdeel 'meerkamp'. Aldaar werd hij 126e in de eindstand met 97,20 punten. Zijn beste resultaat liet hij optekenen tijdens de vloeroefening, waarin hij 78e werd. Ook was hij tienvoudig Belgisch bondskampioen en driemaal interfederaal Belgisch kampioen.
Hij volgde een opleiding tot leerkracht lichamelijke opvoeding, een functie die hij vervolgens uitoefende aan de Politieschool te Gent. Later was De Waele werkzaam als assistent aan de Rijksuniversiteit Gent. Daarnaast had hij vanaf 1945 een eigen sportzaak in zijn geboortedorp Zele.